# Soualem Trifiya
Soualem Trifiya  (in arabo السوالم-الطريفية‎?) è un centro abitato e comune rurale del Marocco situato nella provincia di Berrechid, regione di Casablanca-Settat. Conta una popolazione di 33 079 abitanti (censimento 2014).